# لينكولن ديويت
لينكولن ديويت (بالإنجليزية: Lincoln DeWitt) هو متزلج صدري أمريكي، ولد في 24 أبريل 1967 في سيراكيوز في الولايات المتحدة.

## وصلات خارجية
- لينكولن ديويت على موقع أوليمبيديا (الإنجليزية)